# Flagey-lès-Auxonne
 Flagey-lès-Auxonne  là một xã ở tỉnh Côte-d'Or trong vùng Bourgogne, phía đông nước Pháp. Xã Flagey-lès-Auxonne nằm ở khu vực có độ cao trung bình 186 mét trên mực nước biển.